# Raymond Whitney
Pour les articles homonymes, voir Whitney.
Raymond D. Whitney, dit Ray Whitney, (né le 8 mai 1972 à Fort Saskatchewan, Alberta, Canada) est un joueur professionnel canadien de hockey sur glace.

## Carrière de joueur
En 1988, il commence sa carrière avec les Chiefs de Spokane de la Ligue de hockey de l'Ouest. Il a été repêché par les Sharks de San José lors du repêchage d'entrée dans la LNH 1991, à la 32e position. 
Au cours de sa carrière, il a successivement porté les couleurs des Sharks de San José, des Oilers d'Edmonton, des Panthers de la Floride, des Blue Jackets de Columbus, des Red Wings de Détroit et des Hurricanes de la Caroline. Il évolue avec les Hurricanes depuis la saison 2005-2006, après avoir signé un contrat de deux ans d'une valeur de 1,5 million $ par année.
Il a connu sa meilleure saison en 2006-2007, avec une récolte de 83 points en 81 matches.
Le 1er juillet 2010, il signe un contrat en tant qu'agent libre avec les Coyotes de Phoenix.
Le 1er juillet 2012, il signe un contrat en tant qu'agent libre pour 2 ans et 9 millions de dollars avec les Stars de Dallas.
Ray Whitney annonce son retrait de la compétition le 21 janvier 2015 après une carrière de 22 saisons.

## Carrière internationale
Il représente l'équipe du Canada au niveau international.

## Statistiques

### En club
| Saison     | Équipe                     | Ligue         |       | Saison régulière | Saison régulière | Saison régulière | Saison régulière | Saison régulière |    | Séries éliminatoires | Séries éliminatoires | Séries éliminatoires | Séries éliminatoires | Séries éliminatoires |
| Saison     | Équipe                     | Ligue         | PJ    | B                | A                | Pts              | Pun              | PJ               | B  | A                    | Pts                  | Pun                  |                      |                      |
| 1988-1989  | Chiefs de Spokane          | LHOu          | 71    | 17               | 33               | 50               | 16               | -                | -  | -                    | -                    | -                    |                      |                      |
| 1989-1990  | Chiefs de Spokane          | LHOu          | 71    | 57               | 56               | 113              | 50               | 6                | 3  | 4                    | 7                    | 6                    |                      |                      |
| 1990-1991  | Chiefs de Spokane          | LHOu          | 72    | 67               | 118              | 185              | 36               | 15               | 13 | 18                   | 31                   | 12                   |                      |                      |
| 1991-1992  | Kölner Haie                | Bundesliga    | 10    | 3                | 6                | 9                | 4                | -                | -  | -                    | -                    | -                    |                      |                      |
| 1991-1992  | Équipe Canada              | International | 5     | 1                | 0                | 1                | 6                | -                | -  | -                    | -                    | -                    |                      |                      |
| 1991-1992  | Gulls de San Diego         | LIH           | 63    | 36               | 54               | 90               | 12               | 4                | 0  | 0                    | 0                    | 0                    |                      |                      |
| 1991-1992  | Sharks de San José         | LNH           | 2     | 0                | 3                | 3                | 0                | -                | -  | -                    | -                    | -                    |                      |                      |
| 1992-1993  | Blades de Kansas City      | LIH           | 46    | 20               | 33               | 53               | 14               | 12               | 5  | 7                    | 12                   | 2                    |                      |                      |
| 1992-1993  | Sharks de San José         | LNH           | 26    | 4                | 6                | 10               | 4                | -                | -  | -                    | -                    | -                    |                      |                      |
| 1993-1994  | Sharks de San José         | LNH           | 61    | 14               | 26               | 40               | 14               | 14               | 0  | 4                    | 4                    | 8                    |                      |                      |
| 1994-1995  | Sharks de San José         | LNH           | 39    | 13               | 12               | 25               | 14               | 11               | 4  | 4                    | 8                    | 2                    |                      |                      |
| 1995-1996  | Sharks de San José         | LNH           | 60    | 17               | 24               | 41               | 16               | -                | -  | -                    | -                    | -                    |                      |                      |
| 1996-1997  | Grizzlies de l'Utah        | LIH           | 43    | 13               | 35               | 48               | 34               | 7                | 3  | 1                    | 4                    | 6                    |                      |                      |
| 1996-1997  | Thoroughblades du Kentucky | LAH           | 9     | 1                | 7                | 8                | 2                | -                | -  | -                    | -                    | -                    |                      |                      |
| 1996-1997  | Sharks de San José         | LNH           | 12    | 0                | 2                | 2                | 4                | -                | -  | -                    | -                    | -                    |                      |                      |
| 1997-1998  | Oilers d'Edmonton          | LNH           | 9     | 1                | 3                | 4                | 0                | -                | -  | -                    | -                    | -                    |                      |                      |
| 1997-1998  | Panthers de la Floride     | LNH           | 68    | 32               | 29               | 61               | 28               | -                | -  | -                    | -                    | -                    |                      |                      |
| 1998-1999  | Panthers de la Floride     | LNH           | 81    | 26               | 38               | 64               | 18               | -                | -  | -                    | -                    | -                    |                      |                      |
| 1999-2000  | Panthers de la Floride     | LNH           | 81    | 29               | 42               | 71               | 35               | 4                | 1  | 0                    | 1                    | 4                    |                      |                      |
| 2000-2001  | Panthers de la Floride     | LNH           | 43    | 10               | 21               | 31               | 28               | -                | -  | -                    | -                    | -                    |                      |                      |
| 2000-2001  | Blue Jackets de Columbus   | LNH           | 3     | 0                | 3                | 3                | 2                | -                | -  | -                    | -                    | -                    |                      |                      |
| 2001-2002  | Blue Jackets de Columbus   | LNH           | 67    | 21               | 40               | 61               | 12               | -                | -  | -                    | -                    | -                    |                      |                      |
| 2002-2003  | Blue Jackets de Columbus   | LNH           | 81    | 24               | 52               | 76               | 22               | -                | -  | -                    | -                    | -                    |                      |                      |
| 2003-2004  | Red Wings de Détroit       | LNH           | 67    | 14               | 29               | 43               | 22               | 12               | 1  | 3                    | 4                    | 4                    |                      |                      |
| 2005-2006  | Hurricanes de la Caroline  | LNH           | 63    | 17               | 38               | 55               | 42               | 24               | 9  | 6                    | 15                   | 14                   |                      |                      |
| 2006-2007  | Hurricanes de la Caroline  | LNH           | 81    | 32               | 51               | 83               | 46               | -                | -  | -                    | -                    | -                    |                      |                      |
| 2007-2008  | Hurricanes de la Caroline  | LNH           | 66    | 25               | 36               | 61               | 30               | -                | -  | -                    | -                    | -                    |                      |                      |
| 2008-2009  | Hurricanes de la Caroline  | LNH           | 82    | 24               | 53               | 77               | 32               | 18               | 3  | 8                    | 11                   | 4                    |                      |                      |
| 2009-2010  | Hurricanes de la Caroline  | LNH           | 80    | 21               | 37               | 58               | 26               | -                | -  | -                    | -                    | -                    |                      |                      |
| 2010-2011  | Coyotes de Phoenix         | LNH           | 75    | 17               | 40               | 57               | 24               | 4                | 1  | 2                    | 3                    | 2                    |                      |                      |
| 2011-2012  | Coyotes de Phoenix         | LNH           | 82    | 24               | 53               | 77               | 28               | 16               | 2  | 5                    | 7                    | 10                   |                      |                      |
| 2012-2013  | Stars de Dallas            | LNH           | 32    | 11               | 18               | 29               | 4                | -                | -  | -                    | -                    | -                    |                      |                      |
| 2013-2014  | Stars de Dallas            | LNH           | 69    | 9                | 23               | 32               | 14               | 5                | 0  | 0                    | 0                    | 0                    |                      |                      |
| Totaux LNH | Totaux LNH                 | Totaux LNH    | 1 330 | 385              | 679              | 1 064            | 465              | 108              | 21 | 32                   | 53                   | 48                   |                      |                      |

### En équipe nationale
| Année | Compétition          |    | PJ | B | A | Pts | Pun      |  | Résultat |
| 1998  | Championnat du monde | 6  | 4  | 2 | 6 | 4   | 6e place |  |          |
| 1999  | Championnat du monde | 10 | 1  | 6 | 7 | 22  | 4e place |  |          |
| 2002  | Championnat du monde | 7  | 1  | 3 | 4 | 2   | 6e place |  |          |
| 2010  | Championnat du monde | 7  | 2  | 6 | 8 | 0   | 7e place |  |          |

## Trophées et honneurs personnels
- 1990-1991 : 
  - nommé dans la première équipe d'étoiles de l'association de l'Ouest de la LHOu.
  - remporte le Trophée commémoratif des quatre Broncos du meilleur joueur (MVP) de la LHOu.
  - remporte le trophée Bob-Clarke du meilleur pointeur  de la LHOu.
  - champion de la Coupe du Président avec les Chiefs de Spokane.
  - champion de la coupe Memorial avec les Chiefs de Spokane.
  - nommé dans l'équipe d'étoiles du tournoi de la coupe Memorial.
  - remporte le trophée George-Parsons du joueur de la coupe Memorial avec le meilleur état d'esprit.
- 1999-2000 : participe au 50e Match des étoiles de la LNH.
- 2002-2003 : participe au 53e Match des étoiles de la LNH.
- 2005-2006 : champion de la coupe Stanley avec les Hurricanes de la Caroline.
- 2011-2012 : nommé dans la deuxième équipe d'étoiles de la LNH.